# فيرناندو سيرينا
فرناندو رودريغيز سيرينا (بالإسبانية: Fernando Rodríguez Serena)‏ (من مواليد 28 يناير 1941 في مدريد) هو لاعب كرة قدم إسباني متقاعد.
ولعب لريال مدريد لمدة خمس سنوات، وفاز بكأس أوروبا عام 1966 مع منتخب إسبانيا. لعب سيرينا أيضا لأندية أوساسونا وإلتشي و سانت أندرو.

## وصلات خارجية
- BDFutbol profile
- National team data
- فيرناندو سيرينا على موقع الاتحاد الأوربي (الإنجليزية)
- فيرناندو سيرينا على موقع قاعدة بيانات كرة القدم.إي يو (الإنجليزية)
- فيرناندو سيرينا على موقع ناشيونال فوتبول تيمز (الإنجليزية)